# USS PGM-17
USS PGM-17 − amerykańska kanonierka z okresu II wojny światowej, jedna z 24 jednostek typu PGM-9, powstałych z konwersji ścigaczy typu PC-461. W 1945 roku działał na Pacyfiku, w rejonie Okinawy. 4 maja uległ uszkodzeniu po wejściu na rafę. Wobec nieopłacalności remontu, został skreślony z listy floty i zatopiony w październiku.

## Historia
10 sierpnia 1943 roku, w stoczni Gibbs Gas Engine Co. w Jacksonville na Florydzie, położono stępkę pod ścigacz okrętów podwodnych PC-1189. Wodowanie kadłuba odbyło się 14 kwietnia 1944 roku. W sierpniu, w trakcie trwania prac wyposażeniowych, zapadła decyzja o konwersji okrętu na kanonierkę motorową, pod oznaczeniem zmienionym na „PGM-17”. 24 listopada 1944 roku ukończona jednostka została przekazana United States Navy.
Po okresie szkolenia załogi i krótkim pobycie w stoczni w Charleston, „PGM-17” została wysłana na Pacyfik. Po przejściu Kanału Panamskiego kanonierka zawinęła do San Diego, gdzie w związku z uszkodzeniem łopat jednej ze śrub napędowych została zadokowana. 8 lutego 1945 roku dotarła do bazy w Pearl Harbor na Hawajach, by po dwóch tygodniach wyruszyć, w zespole kilku siostrzanych jednostek, w stronę Okinawy. Płynąc przez Eniwetok, Guam i Ulithi, jako część zespołu minowego TG 52.4, pojawiła się na wodach wokół Okinawy w połowie marca.
Głównymi zadaniami załogi „PGM-17” były: osłona trałowców zespołu przed ewentualnymi atakami lekkich sił japońskich, rozstrzeliwanie wytrałowanych min morskich, a po rozpoczęciu operacji desantowej (1 kwietnia) także walka z nieprzyjacielskim lotnictwem, ratowanie rozbitków, pomoc załogom uszkodzonych jednostek, oraz bardziej prozaiczne transportowanie ludzi, towarów i zaopatrzenia pomiędzy okrętami zespołu. Już 1 kwietnia załoga zaliczyła na swoje konto współudział w zestrzeleniu bombowca nurkującego Aichi D3A „Val”.
4 maja 1945 roku, wczesnym rankiem, na pokład kanonierki zaokrętował się admirał Alexander Sharp ze swoim sztabem. Mieli oni rozpoznać z morza sytuację na wschodnim brzegu Okinawy. Około 6.45 „PGM-17”, idący z dużą prędkością kanałem Unten Ko pomiędzy główną wyspą a wysepką Kouri Jima, wszedł na rafę u wybrzeża tej ostatniej. Ponieważ samodzielne próby zejścia ze skały nie dały rezultatu, admirał ze sztabem przeszli na przybyły holownik ratowniczy „Tawakoni”. Przez kolejne dni nadal próbowano odzyskać okręt, ale kolejne próby były nieskuteczne, pomimo znacznego odciążenia jednostki. Po załamaniu pogody pozostawiono okręt własnemu losowi, powracając do akcji ratowniczej pod koniec maja. Dopiero kolejna próba, 9 czerwca, powiodła się. „PGM-17” został osadzony na plaży i poddany oględzinom, które wykazały nieopłacalność remontu. W związku z tym zdjęto z okrętu uzbrojenie i wyposażenie, 2 lipca 1945 roku skreślając go formalnie z listy floty. W październiku kadłub został odholowany na głęboką wodę i zatopiony.

## Opis konstrukcji
„PGM-17” miał typowy kadłub ścigacza typu PC o długości 173 stóp (52,93 m). Podczas konwersji na kanonierkę zdemontowano całość wyposażenia i uzbrojenia do zwalczania okrętów podwodnych, wymieniono nadbudówkę na mniejszą i lekko opancerzoną oraz dodano dodatkowy pancerz burtowy. Napęd stanowiły dwa silniki wysokoprężne Hooven-Owen-Rentschler RB-99 DA o łącznej mocy 2560 hp, pozwalające osiągać prędkość maksymalną 21 węzłów.
Uzbrojenie stanowiły: działo uniwersalne kal. 76 mm na pokładzie dziobowym, podwójnie sprzężone działko Bofors kal. 40 mm na rufie oraz sześć działek Oerlikon kal. 20 mm. Wszystkie stanowiska artyleryjskie posiadały lekkie osłony przeciwodłamkowe. Ponadto załoga dysponowała przenośnym wielkokalibrowym karabinem maszynowym kal. 12,7 mm oraz moździerzem kal. 60 mm.